# 勞爾·卡斯提洛
小勞爾·卡斯提洛（西班牙語：Raúl Castillo Jr，1977年8月30日—）是一名美國男演員和劇作家。他以電影《墨西哥佬》（2007年）、《寒日》（2010年）和HBO電視劇《尋》（2014年至2015年）而聞名。憑藉2018年電影《獸之心》中的表現入圍獨立精神獎最佳男配角。
他的戲劇作品包括《邊境故事》（Border Stories）和《我、你與燈罩之間》（Between Me, You），主要與迷宮劇院公司和大西洋劇院公司合作。

## 早期生活
小勞爾·卡斯提洛出生於得克萨斯州麦卡伦，是勞爾·H·卡斯提洛（Raúl H. Castillo）和阿德拉·「阿德麗塔」·羅德里奎茲·狄·卡斯提洛（Adela "Adelita" Rodríguez de Castillo）的兒子。他有個哥哥東尼（Tony）和一個妹妹。他的父母都是墨西哥塔毛利帕斯州雷諾薩的移民，後來搬到美國麦卡伦，他和兄弟姊妹皆成長於此。麦卡伦有90%的墨西哥裔美國人。卡斯提洛的家住在距離美墨邊境那麼近的地方，經常會拜訪仍住在雷諾薩的家庭成員，為他提供了一個被他描述為「非常雙重文化」的成長經歷。卡斯提洛指出，他在邊境城鎮長大，使他在訪問墨西哥時被認為是美國人，但在美國各地旅行時卻被視為墨西哥人。他解釋說，自己「對墨西哥來說太美國人了，對美國來說太墨西哥了。」他是天主教徒。他因身材寬胖而在童年時被稱為（西班牙語為「胖子」）。
在看到他的哥哥在學校製作的《绿野仙踪》中飾演錫樵夫之後，他首次對表演感興趣。他的哥哥會彈吉他，被描述為一個勤奮的音樂家。卡斯提洛坐下並玩幾個小時的音階時看到了他的精神，這激發了他在自己的演奏中使用相同的技巧。

## 外部連結
- 勞爾·卡斯提洛在互联网电影资料库（IMDb）上的資料（英文）